# Lego Tini szuperhősök – Agymosás
A Lego Tini szuperhősök: Agymosás (eredeti cím: Lego DC Super Hero Girls: Brain Drain) 2017-ben megjelent egész estés amerikai 2D-s számítógépes animációs film, amelyet eredetileg DVD-n adtak ki. Az írója Jeremy Adams, a rendezője Todd Grimes, a zeneszerzője Michael A. Levine, a producere Rick Morales. A videofilm a DC Entertainment, a Warner Bros. Animation, a Mattel és a The Lego Group gyártásában készült. Műfaját tekintve filmvígjáték, akciófilm és kalandfilm. Amerikában 2017. augusztus 8-án adta ki DVD-n a Warner Home Video, Magyarországon 2017. augusztus 30-án jelent meg DVD-n a ProVideo forgalmazásában.

## Ismertető
Supergirl, Batgirl és Wonder Woman nem emlékszik egy csomó momentumra, amiért felelősek voltak - ugyanis valaki ellopta az emlékeiket. Nincs kihez fordulniuk, mert a Szuperhős Gimibe járó barátaik szintúgy nincsenek jól. Márpedig ki kell deríteniük, ki bír akkora szuperhatalommal, hogy képes volt az elméjüket törölni.

## Szereplők
| Szereplő        | Eredeti hang        | Magyar hang     |
| --------------- | ------------------- | --------------- |
| Supergirl       | Anais Fairweather   | Gulás Fanni     |
| Batgirl         | Ashlyn Selich       | Czető Zsanett   |
| Csodanő         | Grey Griffin        | Berkes Boglárka |
| Harley Quinn    | Tara Strong         | Dögei Éva       |
| Dongó           | Teala Dunn          |                 |
| Katana          | Stephanie Sheh      | Hermann Lilla   |
| Villám          | Josh Keaton         |                 |
| Lena Luthor     | Romi Dames          | Kis-Kovács Luca |
| Eclipso         | Mona Marshall       | Solecki Janka   |
| Lashina         | Meredith Salenger   | Szabó Zselyke   |
| Veszett Harriet | Jennifer Hale       | Lamboni Anna    |
| Artemiz         | Rachael MacFarlane  |                 |
| Amanda Waller   | Yvette Nicole Brown | Mohácsi Nóra    |
| Jim Gordon      | Tom Kenny           | Bordás János    |
| Gorilla Grodd   | John DiMaggio       | Bordás János    |
| Vadmacska       | John DiMaggio       | Sörös Miklós    |
| Lois Lane       | Grey Griffin        |                 |

## Magyar Változat
A szinkron a ProVideo megbízásából a Pannóniában készült.
- Felolvasó: Korbuly Péter
- Magyar szöveg: Heiszenberger Éva
- Hangmérnök: Árvai Csaba
- Gyártásvezető: Gémesi Krisztina
- Szinkronrendező: Kemendi Balázs
- Produkciós vezető: Kovács Anita